# جون بنتلاند ماهافي
السير جون بنتلاند ماهافي، جي بي إي، سي في أو (26 فبراير 1839 – 30 أبريل 1919) هو كلاسيكي إيرلندي وباحث متعدد الجوانب الثقافية.

## التعليم والمسيرة الأكاديمية
ولد بالقرب من فيفي في سويسرا في 26 فبراير 1839 لأبوين أيرلنديين هما، ناثانيال بريندلي ماهافي وإليزابيث بنتلاند سابقًا، تلقى تعليمه الأولي بشكل خصوصي في سويسرا وألمانيا، ولاحقًا وبشكل أكثر رسمية في كلية ترينيتي في دبلن. أصبح عندما كان طالبًا جامعيًا، رئيسًا للجمعية الفلسفية في الجامعة. تم اختياره كباحث عام 1857، وتخرج في الكلاسيكيات والفلسفة عام 1859، وانتخب زميلًا عام 1864.
شغل مهافي كرسيا في قسم التاريخ القديم في ترينيتي منذ عام 1871، حتى أصبح في النهاية عميدا في عام 1914، عن عمر يناهز 75 عامًا. كان كلاسيكيا متميزًا وعالم برديات وكذلك دكتورًا في الموسيقى. كتب موسيقى صلاة المائدة في الكنيسة. مهافي، رجل ذو تنوع كبير، نشر العديد من الأعمال في مجموعة من الموضوعات، بعضها، خاصة تلك التي تتناول «العصر الفضي» لليونان، أصبحت سلطات معيارية.
كان عمدة مقاطعة موناغان لعام 1900 وقاضي الصلح لمقاطعة دبلن. كان رئيسًا للأكاديمية الملكية الأيرلندية منذ عام 1911 حتى عام 1916.

## ذكاؤه الشهير
كان يعتبر أحد أكثر الناس فظاظةً في دبلن وأيضًا أحد أعظمها ذكاءً. عندما طلب أن يكون عميد كلية ترينيتي، عند سماعه أن شاغل المنصب كان مريضًا، يقال إنه علق قائلًا «لا شيء بسيط، كما آمل؟» ربما كان أبرز طلابه في سنواته الأكاديمية هو أوسكار وايلد، الذي ناقش معه المثلية الجنسية في اليونان القديمة، والذي تعاون معه أيضًا في تأليف كتاب ماهافي الذي كان بعنوان الحياة الاجتماعية في اليونان. على الرغم من أنه أعرب لاحقًا عن تحفظاته على ماهافي، غير أن وايلد وصفه بأنه «أول وأفضل معلم لي» و «الباحث الذي وضح لي كيف أحب الأشياء اليونانية». عندما حقق وايلد الشهرة والنجاح، تفاخر ماهافي بأنه صنعه، ليصف وايلد لاحقًا بأنه «اللطخة الوحيدة في عمله التعليمي». كان ماهافي مثل تلاميذه وايلد وأوليفر، متحدثًا رائعًا، حيث كان يتحدث دررًا مثل «في أيرلندا، لا يحدث ما لا مفر منه أبدًا ويحدث ما هو غير متوقع باستمرار». عندما سئل، من قبل أحد المدافعين عن حقوق المرأة، ما هو الفرق بين الرجل والمرأة أجاب: «لا أستطيع أن أراه». كان على ما يبدو يعارض وصول الكاثوليك الأيرلنديين إلى التعليم العالي؛ يسجل جيرالد غريفين قول ماهافي بأن «جيمس جويس هو حجة حية تبرر وجهة نظري بأنه كان من الخطأ إنشاء جامعة منفصلة للسكان الأصليين في هذه الجزيرة- للأولاد المتسكعين في الزوايا الذين يبصقون في نهر ليفي».
من الناحية السياسية، كان مهافي نقابيًا قويًا حاول في عام 1899 إزالة اللغة الأيرلندية من المنهج الوطني المتوسط على أساس أنه لا يوجد أدب في اللغة إلا «ديني أو غير أخلاقي أو غير لائق». في عام 1914، قمع الجمعية الغيلية بالجامعة عندما اقترحت الاحتفال بالذكرى المئوية لميلاد توماس أوزبورن ديفيس مع تجمع كان من المقرر أن يخطب فيه باتريك بيرس، الذي كان في ذلك الوقت يقوم بحملة ضد تجنيد الجنود الأيرلنديين للخدمة في القوات المسلحة البريطانية خلال الحرب العالمية الأولى، في حين كان مهافي يؤيد بقوة كل دعم ممكن للمجهود الحربي البريطاني. بالإضافة إلى ذلك، كان ماهافي قلقًا للغاية من احتمال تقسيم أيرلندا، وخلال المؤتمر الأيرلندي 1917-1918، اقترح اتفاقًا للحكم الذاتي الفيدرالي في أيرلندا، بناءً على نموذج الكانتونات السويسرية، حيث ترسل البرلمانات في كل مقاطعة ممثلين إلى الجمعية المركزية.
كان لمهافي أيضًا سمعة بأنه متعجرف. على سبيل المثال، كان يكنّ إعجابًا كبيرًا لطبقة النبلاء وغالبًا ما يفضل صحبة الدوقات والملوك. عندما انتقل إلى إيرلسكليف (منزل على تل هوث، مقاطعة دبلن) ليكون مقر إقامته الصيفي، اقترح أحدهم مازحًا في ذلك الوقت أنه ربما كان من الأفضل إعادة تسميته إلى دوكسكليف.
رغم أنه كان فظًا ومتعجرفًا بدون شك، فقد كان مهافي أيضًا قادرًا على اللطف الكبير والعفوي، كما يتضح من مثال تلميذ المدرسة الذي اقترب منه مهافي بالقرب من تل هوث، حيث كان الصبي يقرأ اليونانية. سأله ماهافي عن دراسته، ثم أعاره كتبًا لمساعدته، وفي النهاية مكّن ذلك الشاب من الحصول على القبول المجاني لقراءة الكلاسيكيات في كلية ترينيتي في دبلن.